# Drugo francosko cesarstvo
Drugo francosko cesarstvo (francosko: Second Empire Français) ali francosko cesarstvo je bil režim Napoleona III. od 1852 do 1870, med drugo republiko in tretjo republiko, v Franciji.